# كريستيان ليما
كريستيان فرانكو ليما (بالإسبانية: Cristian Lema)‏ (ولد في 24 مارس 1990) لاعب كرة قدم أرجنتيني محترف يلعب في نيولز أولد بويز.
لعب سابقاً في نادي ضمك.

## روابط خارجية
- كريستيان ليما على موقع Soccerway.com (الإنجليزية)